# Pilica
Pour les articles homonymes, voir Pilica (homonymie).
La Pilica est une rivière du sud de la Pologne, le plus long affluent de la rive gauche de la Vistule.

## Géographie

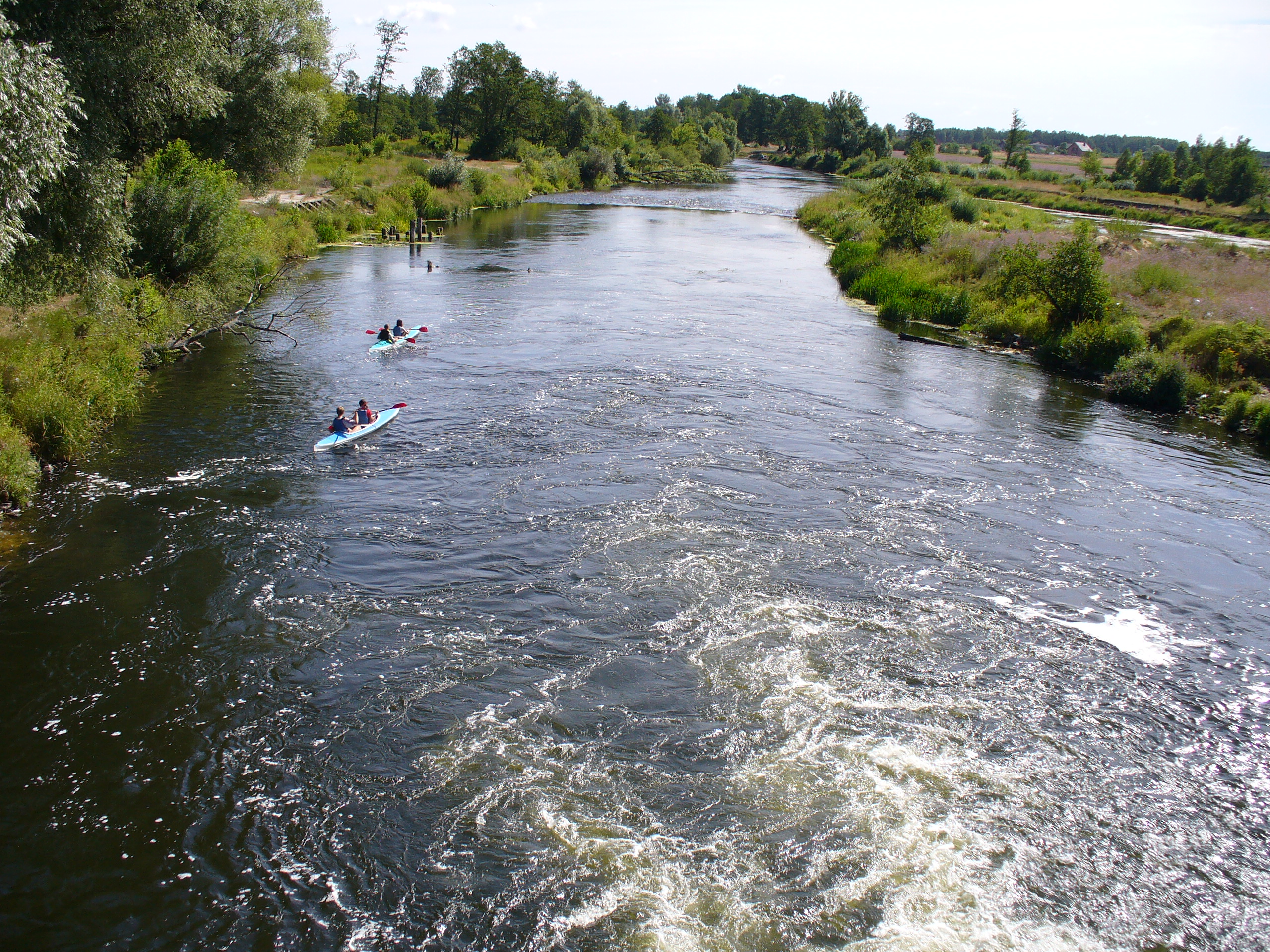
la Pilica près de Tomaszów Mazowiecki.

La rivière a une longueur de 342 km et son bassin couvre une surface de 9 245 km2.

### Villes traversées
De l’amont vers l’aval, la Pilica traverse les villes suivantes de Pilica (ville), Szczekociny, Koniecpol, Przedbórz, Sulejów, Tomaszów Mazowiecki, Nowe Miasto nad Pilicą, Białobrzegi, Warka
Kayak-route: Zarzecze près Szczekociny - Przedbórz - Faliszew - Skotniki (Powiat de Piotrków Trybunalski) – Sulejów – Tomaszów Mazowiecki – Spała – Inowłódz – Żądłowice – Grotowice – Domaniewice – Nowe Miasto nad Pilicą – Białobrzegi – Warka – confluent

## Affluents
- de la rive gauche :
  - Luciąża
  - Wolbórka (Wolborka)
- de la rive droite:
  - Czarna (Włoszczowska) (pl)
  - Drzewiczka